# یونیفل
نیروی موقت سازمان ملل در لبنان (انگلیسی: United Nations Interim Force in Lebanon) یا به اختصار، یونیفل (UNIFIL)، گروهی از نظامیان حافظ صلح سازمان ملل هستند که به این منطقه گسیل شده‌اند. این نیروها که از سازمان ملل متحد دستور می‌گیرند، بر اساس تصمیم شورای امنیت سازمان ملل و صدور قطعنامه ۴۲۵ شورای امنیت و همچنین قطعنامه ۴۲۶ این سازمان که در مارس ۱۹۷۸ به تصویب رسید به این منطقه اعزام شده‌اند تا عقب‌نشینی اسرائیل از لبنان را تأیید کرده، صلح و آشتی را به منطقه بازگردانند و به دولت لبنان کمک کند تا نفوذ خود را در منطقه افزایش دهد.
اولین گروه از سربازان یونیفل در ۲۳ مارس ۱۹۷۸ وارد منطقه شدند. اعزام این نیروها بخشی از عملیات حافظ صلح سازمان ملل در منطقه بود. طی جنگ ۱۹۸۲ لبنان، نیروهای تحت فرماندهی سعد حداد که به صورت غیرقانونی فعالیت می‌کردند موقعیت سازمان ملل در منطقه را به خطر انداختند. آن‌ها نیروهای لبنانی بودند که توسط نیروهای دفاعی اسرائیل (IDF) حمایت می‌شدند.
در طول اشغال لبنان، یونیفل بیشتر وظیفه فراهم آوردن کمک‌های انسان دوستانه را بر عهده داشت. در اوایل سال ۱۹۸۵ اسرائیل با حملات محدود و بمب‌گذاری به موقعیت قبل خود در لبنان بازگشت. از میان این حملات و بمب‌گذاریها می‌توان به عملیات مسئولیت در سال ۱۹۹۳ و عملیات خوشه‌های خشم در سال ۱۹۹۶ اشاره کرد. در سال ۱۹۹۹، اسرائیل عقب‌نشینی کامل خود از لبنان را آغاز کرد و این فرایند در سال ۲۰۰۰ به پایان رسید و یونیفل توانست مجدداً فعالیت خود را آغاز کند. دولت لبنان اعلام کرد که کشتزارهای شبعا متعلق به خاک لبنان است. آن‌ها می‌دانستند که با این استدلال می‌توانند حضور نیروهای لبنانی ضد اسرائیل در خاک لبنان را قانونی جلوه دهند (اگر چه سازمان ملل رسماً خروج اسرائیل از اراضی اشغالی پس از سال ۱۹۷۳ را تأیید کرد)
در تاریخ ۳۰ اوت ۲۰۱۷ شورای امنیت سازمان ملل متحد مأموریت نیروهای بین‌المللی حافظ صلح سازمان ملل در لبنان را برای یک سال دیگر تمدید کرد. در این تاریخ حدود ۱۰ هزار سرباز در مأموریت نیروهای کلاه آبی سازمان ملل در لبنان (یونیفل) شرکت دارند که از ۴۰ کشور جهان هستند.
در مهر ۱۴۰۳ برابر با اکتبر ۲۰۲۴ پس از شروع حمله زمینی اسراییل به لنبان برای مقابله با حملات موشکی حزب‌الله لبنان نیروی‌های اسراییلی به مقر نیروهای یونیفل حمله کردند که باعث بروز تنش بین نهادهای بین‌الملل و سازمان ملل متحد با اسراییل شد.

## مأموریت
ماموریت‌های یونیفل عبارتند از:
- تأیید عقب‌نشینی نیروهای اسرائیلی از جنوب لبنان.
- بازگرداندن صلح و امنیت به منطقه.
- کمک به دولت لبنان برای در دست گرفتن کنترل همه مناطق کشور.

## مأموریت فعلی

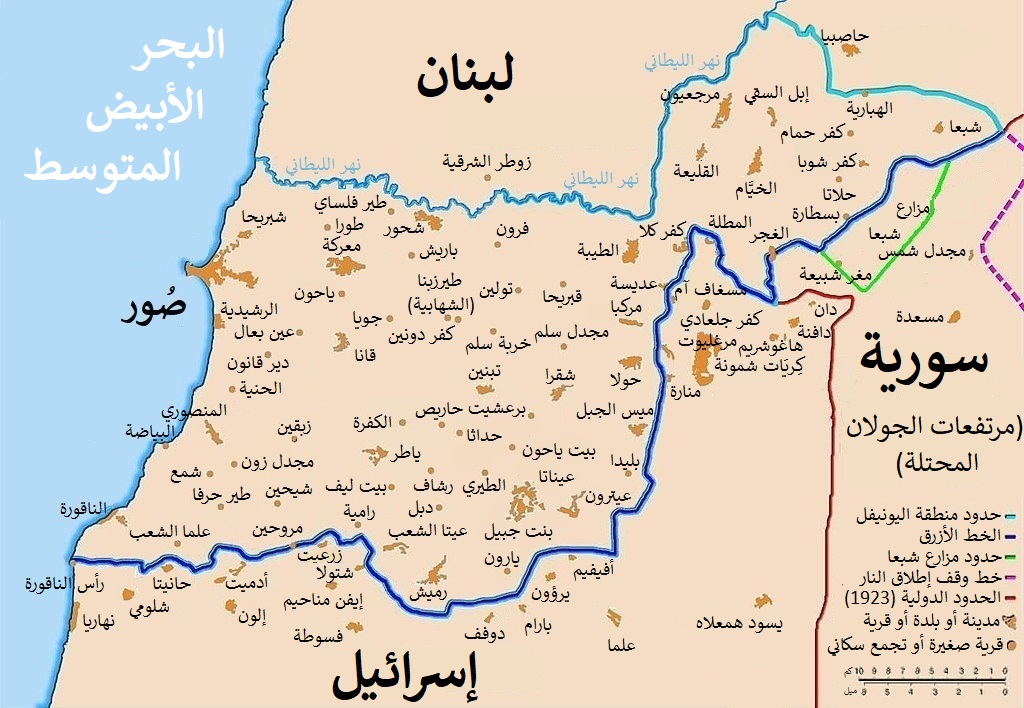
تصاویر ماموریت فعلی یونیفل

یونیفل در امتداد خط آبی که اسرائیل و منطقه مورد مناقشه بلندی‌های جولان را از جنوب لبنان جدا می‌کند مستقر شده است. مأموریت اصلی آن بررسی فعالیت‌های نظامی حزب‌الله لبنان و نیروهای دفاعی اسرائیل (IDF) با هدف کاهش تنش بین دو طرف درگیر است. همچنین یونیفل در جمع‌آوری مین‌های کار گذاشته شده از زمین، کمک به آوارگان و فراهم آوردن کمک‌های انسان دوستانه نقش بسیار مهمی دارد. قرار است پانزده هزار نیروی دیگر به این نیروها اضافه شوند تا به جنگ اسرائیل و لبنان (۲۰۰۶) خاتمه دهند و به نیروهای نظامی لبنان کمک نمایند. طبق قطعنامه جدید، یونیفل می‌تواند «همه عملیات‌های لازم در مناطق تحت اختیار خود را به انجام برساند تا مطمئن شود هیچ‌یک از دو طرف از این منطقه برای اهداف جنگ‌طلبانه استفاده نمی‌کنند».
در ۲۷ آگوست سال ۲۰۰۶، کوفی عنان دبیرکل سازمان ملل متحد اعلام کرد که یونیفل حمل سلاح از مرز سوریه به لبنان را پیگیری نمی‌کند مگر آنکه دولت لبنان این درخواست را از این نیرو داشته باشد.

## وضعیت سربازان
در ۱۳ اکتبر سال ۲۰۰۶، تعداد پرسنل نظامی یونیفل برابر ۵۸۲۷ بود و ۵۳ بازرس سازمان نظارت بر آتش‌بس سازمان ملل، ۹۷ کارمند غیرنظامی بین‌المللی و ۳۰۸ کارمند غیرنظامی لبنانی این نیروها را همراهی می‌کردند.
بودجه سالیانه این نیروها حدود یکصد میلیون دلار آمریکا است. هم‌اکنون ژنرال آلن پلگیرینی فرانسوی، فرستاده نظامی سابق دولت فرانسه به بیروت و رئیس شاخه خاورمیانه، رهبری این نیروها را بر عهده دارد. تا کنون ۲۵۸ نفر از نیروهای یونیفل کشته شده‌اند که ۲۴۹ پرسنل نظامی، ۲ بازرس، ۳ کارمند غیرنظامی بین‌المللی و ۴ کارمند غیرنظامی محلی در میان این کشته شدگان هستند.

## بحث در مورد حضور یونیفل و بی‌طرفی آن
یونیفل از جانب هر دو طرف درگیر یعنی اسرائیل و حزب‌الله مورد انتقاد قرار گرفته است. اسرائیل این نیرو را به علت برقراری گفتگو بین اسرائیل و حزب‌الله و برخورد یکسان با موارد نقص آتش‌بس توسط هر دو گروه مورد انتقاد قرار داده است. قبل از درگیری سال ۲۰۰۶ حزب‌الله و اسرائیل که در ژوئیه ۲۰۰۶ به وقوع پیوست، اسرائیل تلاش می‌کرد با نفوذ بر یونیفل این نیرو را وادار به عکس‌العمل در برابر حزب‌الله کند (مثلاً حزب‌الله را از استقرار در نزدیکی پست‌های یونیفل محروم کند تا حزب‌الله نتواند به IDF و شمال اسرائیل حمله کند) یا یونیفل از منطقه خارج شود و بنابراین بهانه را دولت لبنان برای عدم استفاده از نیروهای مسلح لبنانی بگیرد.
همچنین یونیفل به طرفداری از اسرائیل متهم شده است و این اتهامات پس از تصویب قطعنامه ۱۷۰۱ به شدت افزایش یافته است. در ششم اکتبر سال ۲۰۰۶، محمدحسین فضل‌الله اعلام کرد که نیروهای سازمان ملل «برای محافظت از اسرائیل به منطقه آمده‌اند و نه لبنان».

## جنگ اسرائیل و لبنان (۲۰۰۶)
نوشتار اصلی: جنگ اسرائیل و لبنان (۲۰۰۶)
طبق آمار یونیفل، در طی درگیری لبنان و اسرائیل در سال ۲۰۰۶، مواضع سازمان ملل بارها مورد حمله قرار گرفته است. دبیرکل سازمان ملل در گزارش خود در مورد فعالیت‌های یونیفل طی ۲۱ ژانویه تا ۱۸ ژوئیه سال ۲۰۰۶ که در ۲۱ ژوئیه همان سال منتشر شد اعلام کرد که «برخی از مواضع حزب‌الله بسیار نزدیک به مواضع نیروهای سازمان ملل است، مخصوصاً در منطقه جولان، که این مسئله یک تهدید امنیتی بزرگ برای پرسنل و تجهیزات سازمان ملل محسوب می‌شود».
- در روز دوشنبه، ۲۴ ژوئیه ۲۰۰۶، یک گلوله تانک به یک پست یونیفل در جنوب لبنان برخورد کرد و چهار سرباز غنایی را زخمی نمود. مهندسان چینی یونیفل جاده حد فاصله بین طائر و ناقورا را که توسط اسرائیل تخریب شده بود بازسازی کردند.
- در ۱۶ ژوئیه همان سال ترکش‌های یک گلوله تانک که توسط IDF شلیک شده بود یک سرباز هندی را به شدت مجروح کرد.
- در ۲۵ ژوئیه سال ۲۰۰۶، چهار نیروی حافظ صلح به ملیت‌های اتریشی، کانادایی، چینی و فنلاندی در اثر برخورد یک بمب به محل کارشان که توسط نیروهای اسرائیلی شلیک شده بود کشته شدند. طبق گزارش‌های سازمان ملل، چهار نیروی حافظ صلح در یک گودال در زیر موضع استقراء خود سنگر گرفته بودند. مناطق اطراف این محل توسط ۱۴ بمب توپخانه اسرائیل به شدت بمباران شده بود.

علیرغم آنکه حضور این افراد در محل به ارتش اسرائیل اعلام شده بود و تماس تلفنی بین سازمان ملل و IDF برقرار شده بود بعدها تیم نجات دیگری مورد تهاجم قرار گرفت و این تیم که در حال پاکسازی خرابه‌های ساختمان‌ها بود با مشکلات فراوانی مواجه شد.

## مجروحان ناشی از حمله حزب‌الله
- آتش حزب‌الله یک دیده‌بان OGL ایتالیایی را در روز ۲۳ ژوئیه در نزدیکی مرز مجروح کرد.
- حزب‌الله بر روی محموله یونیفل در جاده واصل بین کونین و بنت جبال آتش گشود و باعث ایجاد خساراتی به APC شد اما تلفاتی ایجاد نکرد.

## تقویت نیروها
پس از آتش‌بس، نیروهای حافظ صلح به شدت تقویت شدند و تعداد آن‌ها به بیش از پانزده هزار نفر رسید. فرانسه قصد دارد تعداد نیروهایش را از ۴۰۰ نفر به نصف برساند و تانک‌های سنگین لک کرب و توپ‌های سنگین اتوماتیک AMX 30 Auf۱ را به منطقه بفرستد. و این تعداد نیرو و تجهیزات اضافه بر نیروهای به خدمت گرفته شده در عملیات بالیسته است. ایتالیا سه هزار نیرو را به منطقه گسیل خواهد داشت.  و قطر نیز بین دویست تا سیصد سرباز را به لبنان خواهد فرستاد.
همچنین بخش نیروی دریایی یونیفل فعال شده تا از ارسال اسلحه برای حزب‌الله از طریق دریا جلوگیری کند. این نیروها تحت فرماندهی نیروهای آلمانی هستند و اغلب کشتی‌های آن‌ها متعلق به نیروی دریایی آلمان است.

## کشورهای همکاری کننده
این کشورها یا نیروهای نظامی خود را به لبنان گسیل داشته‌اند یا به نحوی حمایت خود را از یونیفل اعلام کرده‌اند:
برونئی، بلغارستان، چین، دانمارک، فنلاند، فرانسه، آلمان، غنا، هند، اندونزی، ایرلند، هلند، نروژ، لهستان، اسپانیا، سوئد، ترکیه و اوکراین.

## فرماندهی
فرماندهی نیروهای حافظ صلح سازمان ملل متحد مستقر در لبنان از سال ۲۰۱۶ به عهده سرلشکر ایرلندی مایکل بیری است.

## تمدید مأموریت نیروهای یونیفل
در تاریخ ۳۰ اوت ۲۰۱۷ شورای امنیت سازمان ملل متحد مأموریت نیروهای بین‌المللی حافظ صلح سازمان ملل در لبنان را برای یک سال دیگر تمدید کرد. در قطعنامه ۲۳۷۳ شورای امنیت از نیروهای یونیفل خواسته شده است که «در همکاری با نیروهای مسلح لبنان در جهت خلق یک فضای استراتژیک تازه برای زندگی در جنوب لبنان» تلاش کنند. این تصمیم علیرغم اختلاف نظر میان ایالات متحده با فرانسه که سرپرستی این مأموریت را به عهده دارد با اتفاق آرا اتخاذ شد. نیکی هیلی، نماینده آمریکا در سازمان ملل، همراه با رأی مثبت خود به تمدید مأموریت نیروهای یونیفل متذکر شد که این نیروها به عملیات نظارت خود شدت بخشند، با فعالیت حزب‌الله مقابله و از نقل و انتقال اسلحه در جنوب لبنان جلوگیری کنند.
حدود ۱۰ هزار سرباز در مأموریت نیروهای کلاه آبی سازمان ملل در لبنان (یونیفل) شرکت دارند که از ۴۰ کشور جهان هستند. این نیروها از سال ۱۹۷۸ تا کنون(۲۰۱۷) در مرز لبنان و اسرائیل برای جلوگیری از درگیری‌های احتمالی مستقر هستند

## حمله اسراییل به مواضع یونیفل
یک سال پس از عملیات ۷ اکتبر حماس علیه اسراییل و شروع جنگ غزه، موشک پراکنی‌های متناوب حزب‌الله لبنان باعث شروع سلسله جنگ‌های اسراییل با این گروه شد که با انفجار پیجرهای حزب‌الله و سپس بمباران بیروت و کشته شدن حسن نصرالله ادامه یافت در ادامه این روند اسراییل با تهاجم زمینی محدود به جنوب لبنان و موشک باران و بمباران مناطق مختلف لبنان تلاش کرد تا مواضع حزب‌الله را مورد حمله پیش دستانه قرار دهد. در این حملات اسراییل در روزهای ۱۰ و ۱۱ اکتبر مقر یونیفل که در آن سربازان اندونزیایی حافظ صلح مستقر بودند را زیر آتش خود قرار داد که دو سرباز مجروح شدند. در این حمله تانک‌های اسراییل به ورودی یک پایگاه نیروهای حافظ صلح در جنوب لبنان حمله کرده و به شلیک یه سمت این مقر یونیفل اقدام کردند. در برابر این موضوع نخست‌وزیر اسرائیل با ابراز تاسف از زخمی‌شدن اعضای یونیفل درخواست خروج آنها را برای ادامه عملیات خود در لبنان خواستار شد.
آنتونیو گوترش دبیرکل سازمان ملل متحد نقض قوانین بین‌المللی بشردوستانه توسط اسراییل محکوم کرده و بیان کرد: هرگونه حمله به نیروهای حافظ صلح ممکن است «جنایت جنگی» تلقی شود.
اتحادیه اروپا نیز در بیانیه اعلام کرده که وجود یونیفل در منطقه مرز آبی لازم بوده و نیروهای «یونیفل» از محل استقرار خود در جنوب لبنان خارج نخواهند شد.
در راستای حمایت از یونیفل پس از اقدام اسراییل در حمله به یونیفل، لوید آستین، وزیر دفاع آمریکا در گفتگو با یوآو گالانت، وزیر دفاع اسرائیل خواهان حفظ امنیت نیروهای حافظ صلح سازمان ملل در جنوب لبنان در جنگ بین اسرائیل و حزب‌الله لبنان شد.

وزیران خارجه کشورهای ایتالیا، فرانسه، آلمان و انگلیس در بیانیه‌ای مشترک ابراز نگرانی عمیق خود را نسبت به حملات اخیر ارتش اسرائیل به پایگاه‌های یونیفل که منجر به زخمی شدن چندین صلح‌بان شد، بیان کردند. در این بیانیه آمده است: 
این حملات باید فوراً متوقف شوند. ما هر گونه تهدید علیه امنیت یونیفل را محکوم می‌کنیم. هر گونه حمله عمدی علیه مأموریت در لبنان نقض قوانین بشردوستانه بین‌المللی و قطعنامه ۱۷۰۱ شورای امنیت به‌شمار می‌آید.
از سوی دیگر دولت اندونزی با صدرو بیانیه ای حمله اسرائیل در لبنان به شدت محکوم کرده و این عمل یعنی حملات علیه پرسنل و دارایی‌های سازمان ملل متحد را نقض عمده قوانین بشردوستانه بین‌المللی و قطعنامه ۱۷۰۱ شورای امنیت سازمان ملل دانست.

## نقل قول
- «یونیفل بیشتر به یک جوک شبیه است. بیست و شش سال است که آنجا هستند و از آن زمان تا کنون حملات چریکی فراوانی در امتداد مرز رخ داده است.» (نماینده سابق اسرائیل، ایتامار را بینوویچ، در ۲۰ ژوئیه سال ۲۰۰۶).
- «یونیفل درسال ۱۹۷۸ وارد اینجا شد. در آن زمان چیزی به نام حزب‌الله وجود نداشت و ما متهم بودیم که نسبت به فلسطینی‌ها ترحم زیادی نشان می‌دهیم. نیروهای حافظ صلح وقتی به اینجا آمدند برای خود دشمن پیش فرض نداشتند. در نیروهای حافظ صلح حتی کلمه دشمن را نمی‌شنوید. یونیفل یک نیروی حافظ صلح است. نیروی ضربتی اسرائیل یا نیروی ضد تروریستی نیست. چیزی که آنها دوست دارند نیست. تا زمانی که طبق منافعشان عمل نکنیم مورد تهاجم و اتهام قرار داریم». (تیمور گوکسل، سخنگوی سابق یونیفل).